# 富尔达塔尔
富尔达塔尔（德語：Fuldatal，意为“福達河谷”）是德国黑森州的一个市镇。总面积33.68平方公里，总人口11853人，其中男性5883人，女性5970人（2011年12月31日），人口密度352人/平方公里。